# グリーンアテンダント
グリーンアテンダントは、東日本旅客鉄道（JR東日本）の普通列車グリーン車に乗務する客室乗務員。

## 概要
長らく駅弁や飲料の開発・製造・販売を手掛けていた日本レストランエンタプライズが2002年12月頃より、新幹線はやて号・こまち号のグリーン車への乗務を開始したことが始まりとされる。主な業務は、グリーン券（特別車両券）の改札および発券、旅客案内、車内販売である。2004年には湘南新宿ライン・宇都宮線・高崎線、2006年には東海道線・横須賀線・総武快速線、2007年には常磐線への乗務を開始した。
乗務員は全員JR東日本サービスクリエーションに所属。サービス開始当初は女性がほとんどであったが、求人誌を見た男性の応募を断った事で「不当な差別」「女性のみの採用に合理的理由がない」などと労働基準監督署や求人誌側にクレーム通報が入り、求人広告掲載停止措置が取られたためと、アテンダントへの暴行・強姦事件や酔客対応を考慮し、現在は性別不当で採用を行っている。

## 沿革
- 2002年（平成14年）：JR東日本よりアテンダント業務を受託。はやて号・こまち号のグリーン車内での、アテンダントによるサービス事業を受託し運営開始。
- 2004年（平成16年）：湘南新宿ライン・宇都宮線・高崎線普通列車グリーン車における、グリーンアテンダント乗務を開始。
- 2006年（平成18年）：東海道線・横須賀線・総武快速線への乗務を開始。
- 2007年（平成19年）：常磐線への乗務を開始。
- 2016年（平成28年）：雇用形態を契約社員から正社員（アテンダント職）へ切り替え。
- 2017年（平成29年）：組織改編を実施。グリーンアテンダントセンターは、新設された列車サービス本部直轄の部署となる。
- 2019年 （平成31年） 4月1日：日本レストランエンタプライズがのちに列車サービス事業と従業員の移管先となるJR東日本サービスクリエーションを設立。
- 2019年 （令和元年）6月30日：列車サービス事業を終了（2021年3月に解散）した。
- 2019年 （令和元年）7月1日：JR東日本サービスクリエーションがアテンダントを引き継ぎ業務を開始[1]。
- 2025年 3月16日：中央線快速に乗務開始。立川駅にアテンダントセンター開設

## 事件・事故
- 2014年、深夜早朝にアテンダントへの強姦・暴行が相次いだため、警備員も同乗させ、出入り口やトイレ付近に車内防犯カメラを設置。男性アテンダントの採用に踏み切った。
- 2025年、中央線快速で、JR職員でない者が「グリーン車警察」を名乗り現れて、赤ランプの利用者に対して不正乗車呼ばわりする事象が起きている[2]
- 5月、アテンダント11人が端末を不正に操作し、グリーン料金を支払わずに同僚や知人を私的に不正乗車させていたことが判明。関与者を懲戒処分にするとともに、社長報酬の10％を1か月返上するなどとする処分を発表した[3]。

## グリーンアテンダントセンター
アテンダントは全員、グリーンアテンダントセンターに所属している。原則として転居を伴う転勤はないが、本人の希望や会社都合により転居を伴わない範囲での転勤がある。
東京駅・新宿駅・上野駅・大船駅・小金井駅・籠原駅・土浦駅・千葉駅の8箇所にグリーンアテンダントセンターがある。2025年に立川駅が追加された。
グランクラスのアテンダントは原則、盛岡・青森・金沢地区になる